# Cícero Moraes
Cícero Moraes (* 13. listopadu 1982, Chapecó) je brazilský 3D designér. Vytváří rekonstrukce hlav nebo jejich částí podle skeletu. Ke své práci používá software blender pro modelování a vykreslování třírozměrné počítačové grafiky a animací a metody forenzní antropologie. Spolupracuje obvykle s mezinárodním týmem odborníků.

## Tváře slavných osobností
K jeho nejznámějším pracím v oboru antropologických rekonstrukcí tváří patří slavné osobnosti světců: Ježíš Kristus, Marie Magdaléna, Růžena Limská, Vincenc z Pauly, obličej svatého Antonína Paduánského,, čtyř dalších svatých a dvou katolických blahoslavených (blahoslaveného Lucy Belludi, který byl žákem sv. Františka v Assisi a bl. Pauliny.. Zabývá se rovněž rekonstrukcí tváří historických osobností, jako byl například král Petr I. Brazilský.

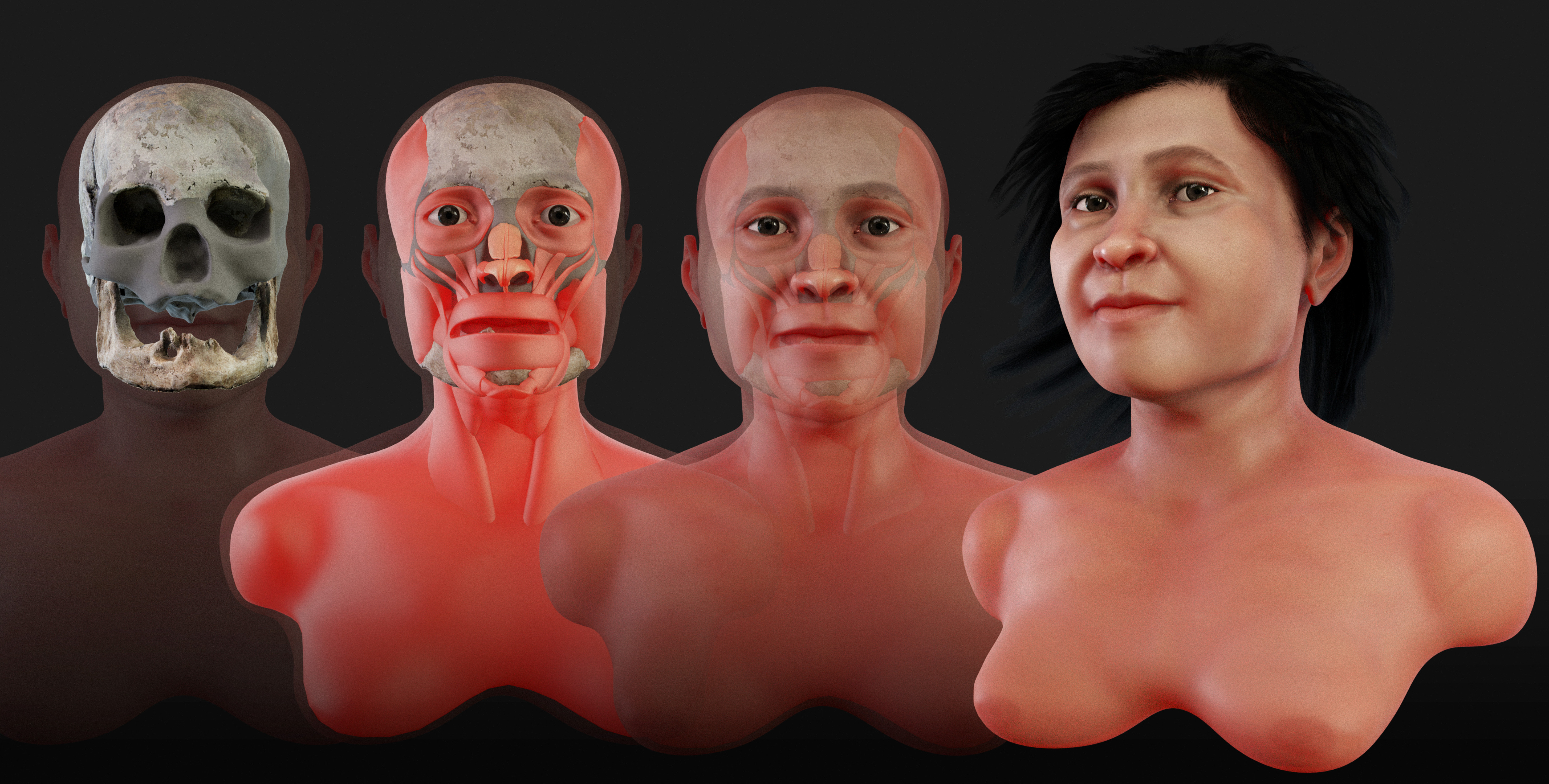
Postup rekonstrukce hlavy dávné mexické ženy z Naharonu

## Tváře prehistorických a raně historických osob
Kromě konkrétních osob vytvořil desítku rekonstrukcí tváří anonymních osob z archeologických nálezů. Nejstarší mezi nimi byli hominin paranthropus, australopithecus afarensis a osm dalších hlav z pravěkých lebek, dále 2000 let stará starověká egyptská žena, ze středoamerické kultury anonymní náčelník předincké civilizace, zvaný Pán ze Sipánu, nebo obyvatelé středověkého Peru či Mexika.

## Ptačí a želví náhrady
V oblasti veterinární péče digitálně navrhl a vymodeloval (jako první na světě) náhradu krunýře pro želvu, část zobáku papouška, celý zobák pro husu a zobák tukana aracari, následně vytištěné technologií 3D tisku.

## České zakázky
Jako první rekonstrukci vytvořil „upíra“ z Čelákovic. Lebka byla naskenována firmou Geo-cz. Tím se spoluautorsky podílel na výstavě „Byli v Čelákovicích upíři?“. Výstava probíhala od konce roku 2016 do března 2017 v Městském muzeu v Čelákovicích. Práce měla široký mezinárodní dopad, byla publikována v novinách The Sun ve Velké Británii i v mnoha dalších světových médiích.
Rekonstrukci obličeje svaté Zdislavy z Lemberka vytvořil v letech 2017 až 2018. Práce také byla provedena s organizací Geo-cz a Diecézí Litoměřice. Tvář světice byla slavnostně odhalena v 26. května 2018. V témže roce a ve spolupráci se stejným týmem rekonstruoval tvář české královny Judity z Durynska.
Spolupráce pokračovala i při rekonstrukci obličeje svaté Ludmily v září 2021.
U příležitosti 600 let od úmrtí Jana Žižky z Trocnova v roce 2024 stejný tým vytvořil digitální rekonstrukci jeho obličeje. Za tuto rekonstrukci byli ovšem kritizováni vědci z Archeologického ústavu Akademie věd České republiky, kvůli tomu, že ji vytvořili na podkladě pozůstatků lebky tzv. Čáslavské kalvy, která bývá přisuzována Žižkovi. Ale to, že patřila Žižkovi není doložené a skoro celá obličejová část této lebky se nedochovala.  Tváří v tvář této kontroverzi odpověděl Cicero Moraes České akademii věd (CAS) veřejným vyvrácením zveřejněným na akademickém portálu ResearchGate.  V daném dokumentu je podrobně rozebrána problematika a na základě předložených důkazů kritika Archeologických ústavů vyvrácena a jednotlivé body kritiky shledány jako účelové nepravdy.  Dále publikoval recenzovaný článek v časopise Heritage, zabývající se aproximací obličeje Jana Žižky, kde byl proces podrobně vysvětlen. Moraes později aktualizoval dokument o veřejném vyvrácení, čímž prokázal, že byl několik let pronásledován členy CAS, a zdůraznil, že mezi těmi, kdo napsali prohlášení kritizující jeho práci, nejsou žádní odborníci v oblasti forenzní rekonstrukce obličeje.

## Galerie

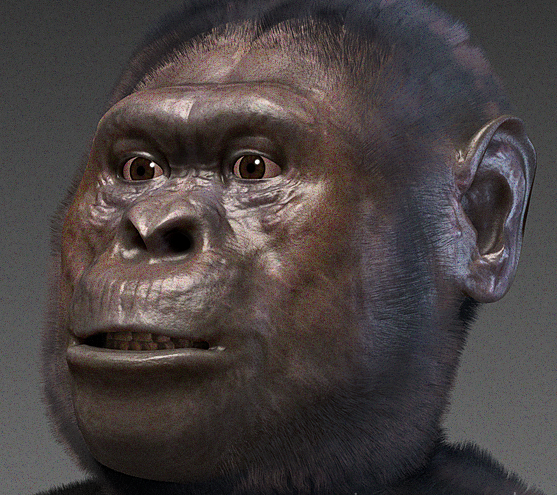
Australopithecus
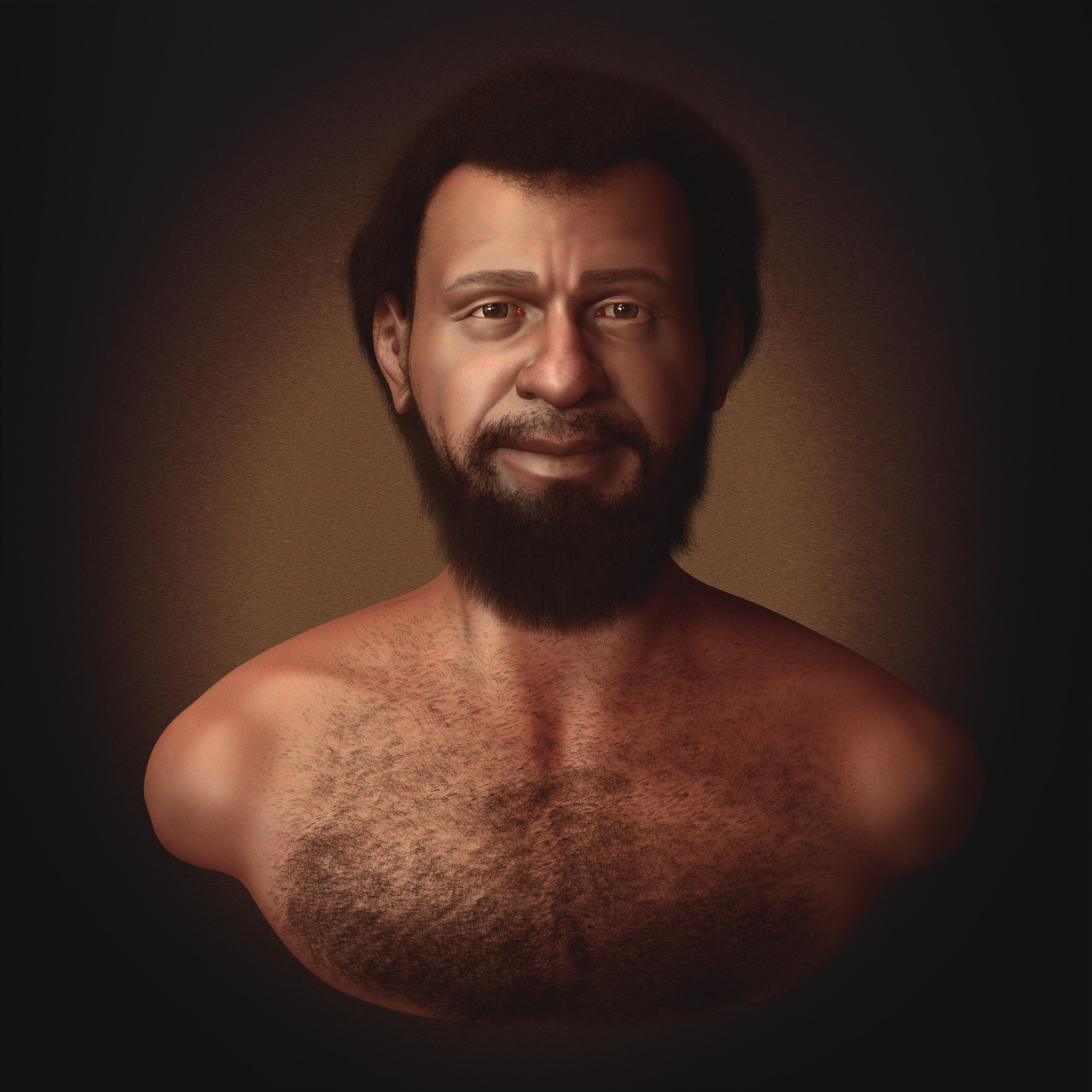
Ježíš Kristus (2018)
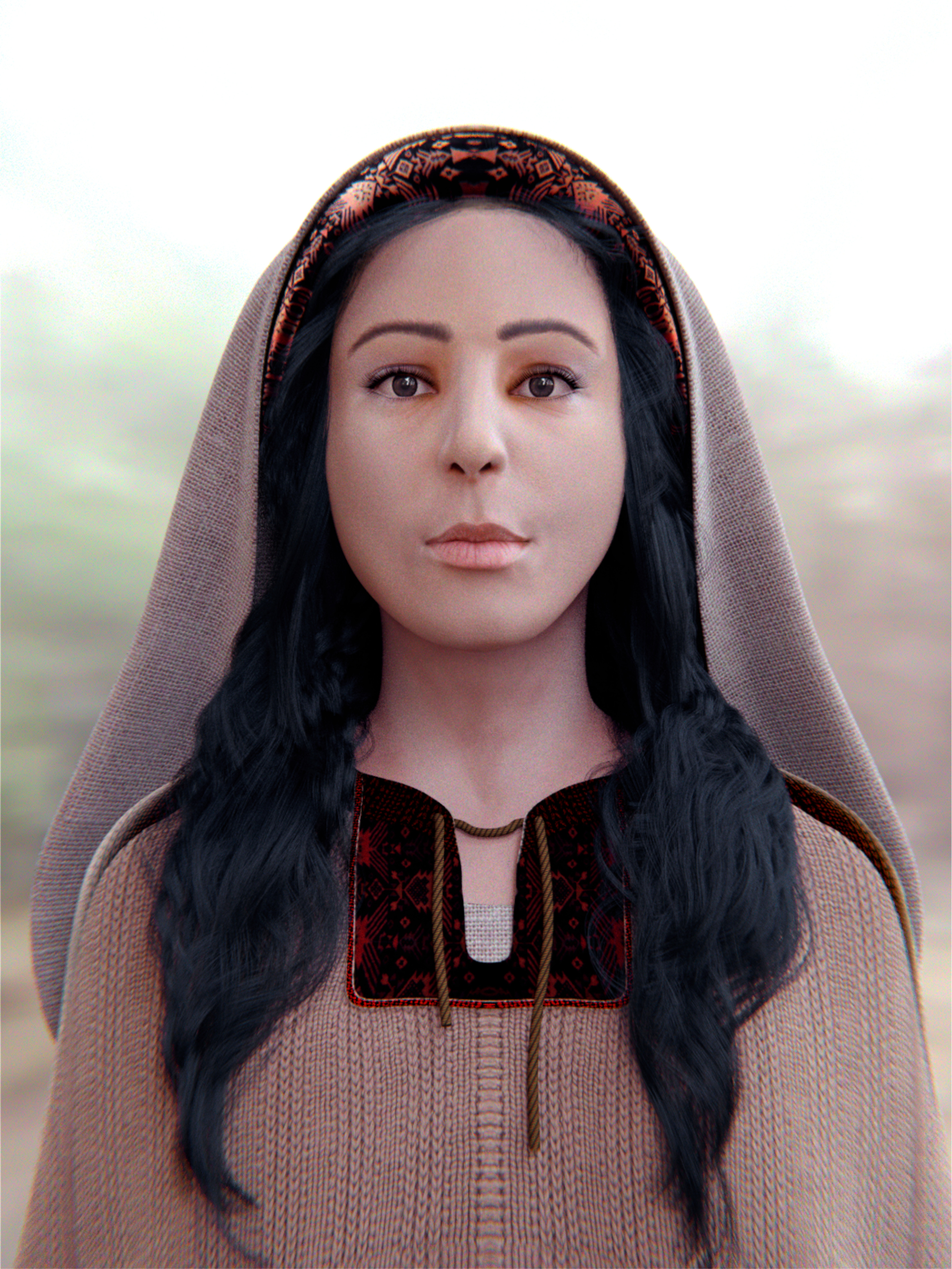
Marie Magdaléna
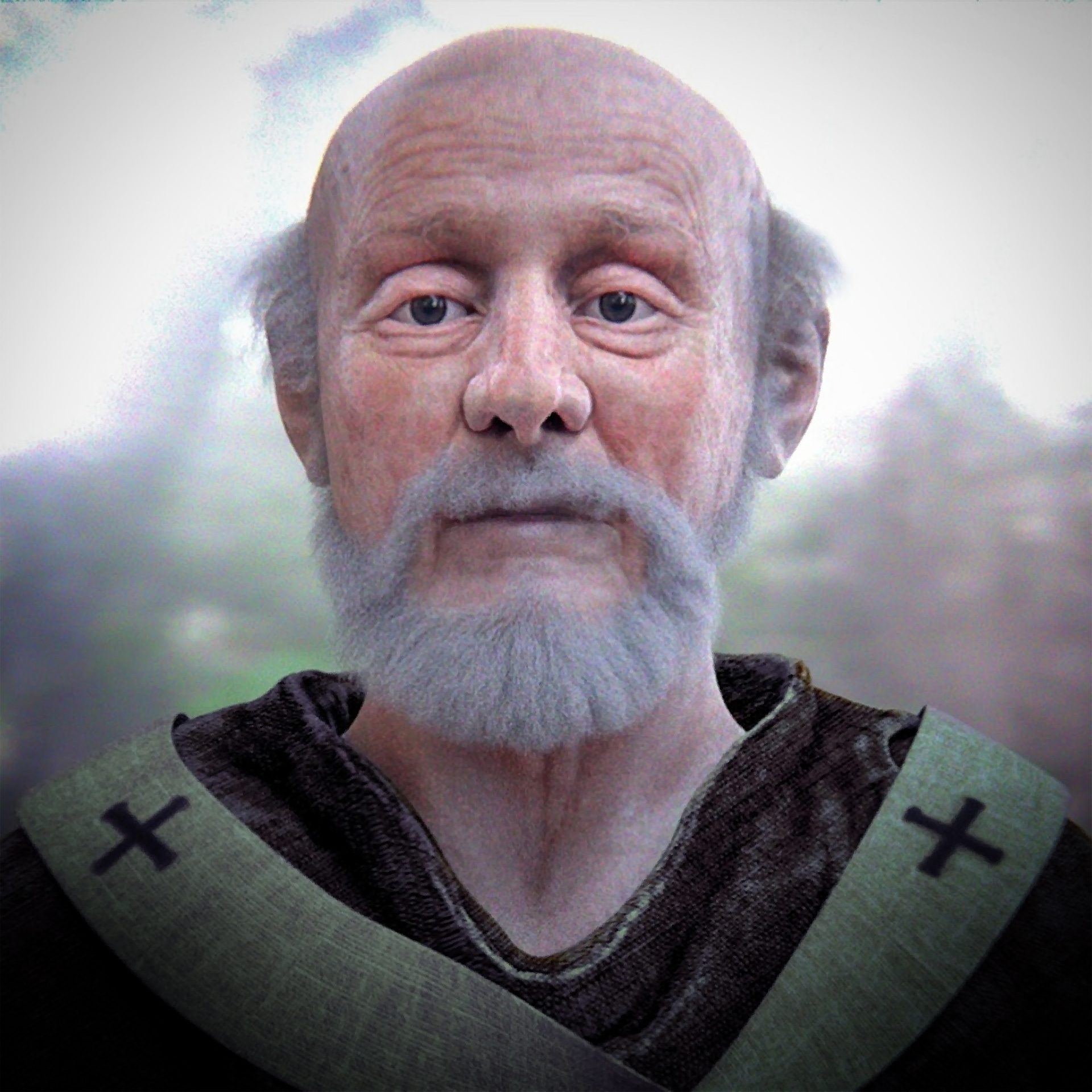
Sv. Sidonius z Aix
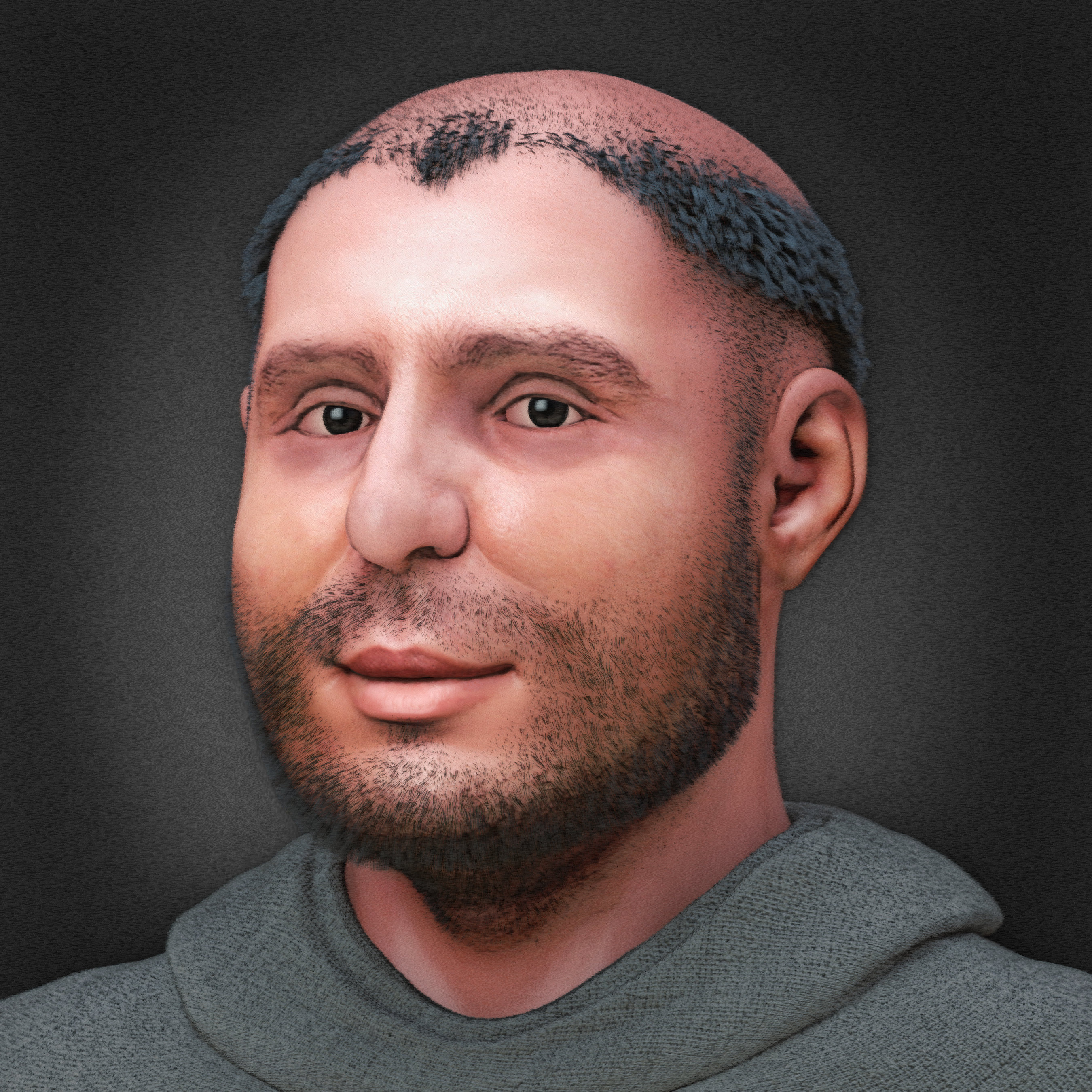
Sv. Antonín Paduánský
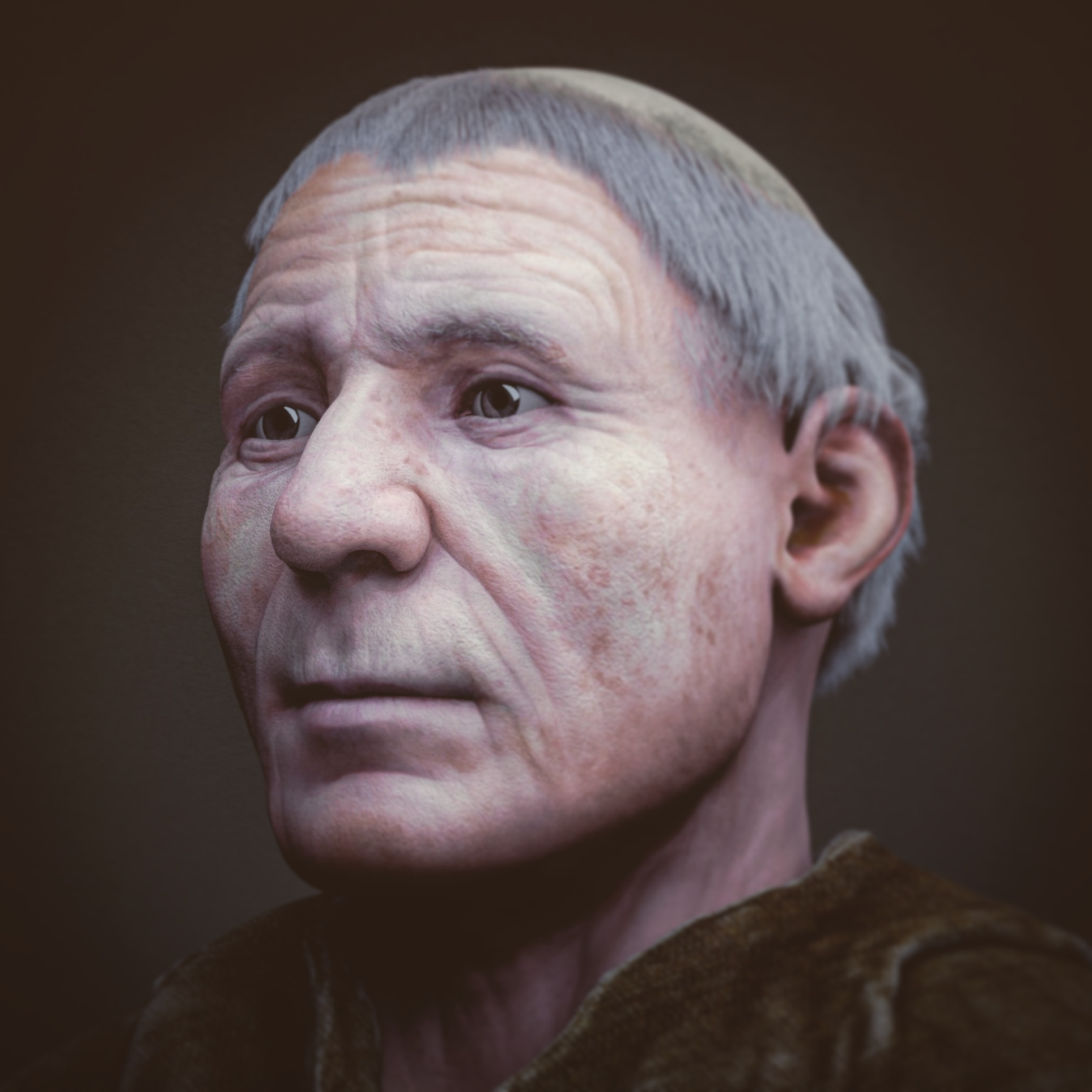
Bl. Luca Belludi
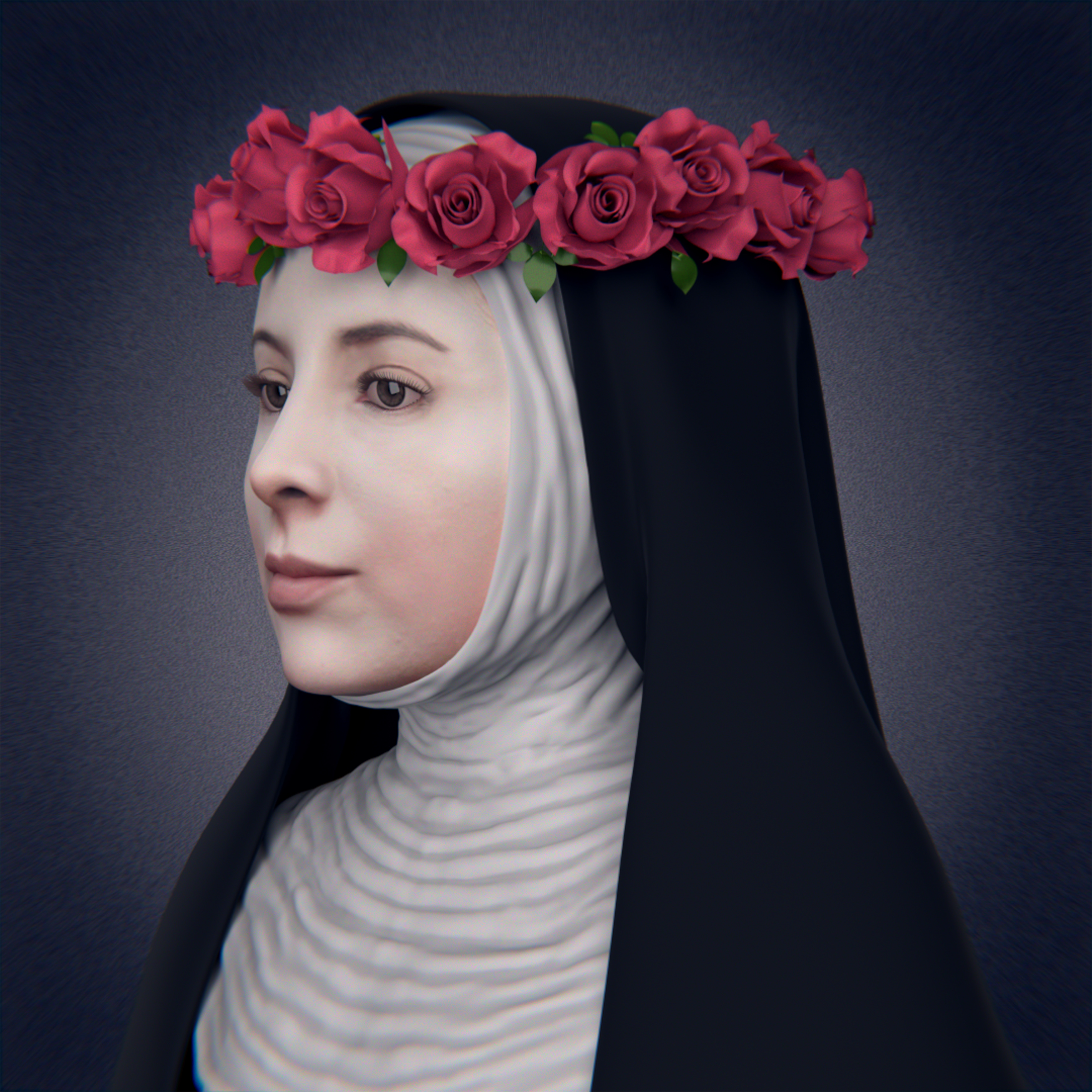
Sv. Růžena z Limy
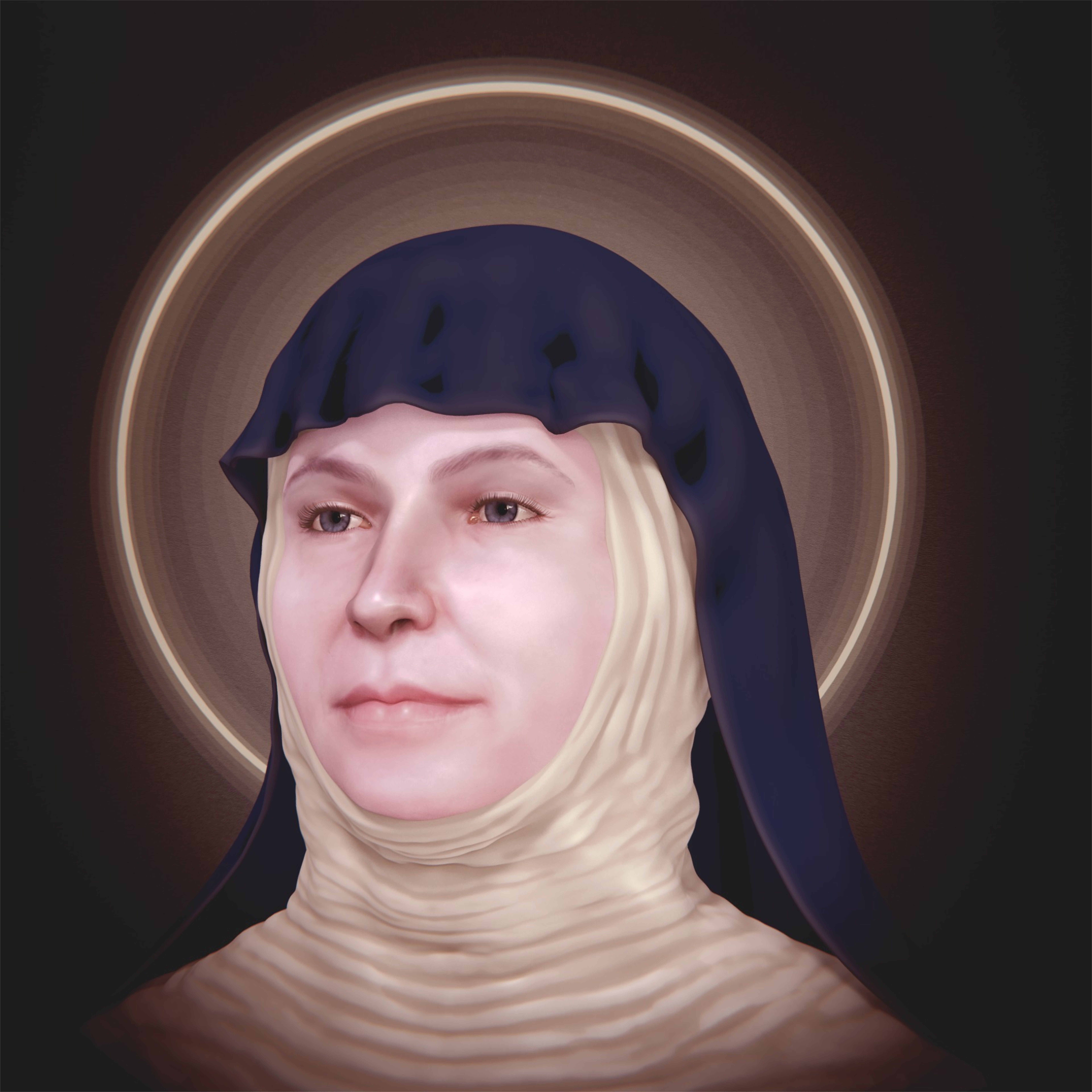
Sv. Zdislava z Lemberka
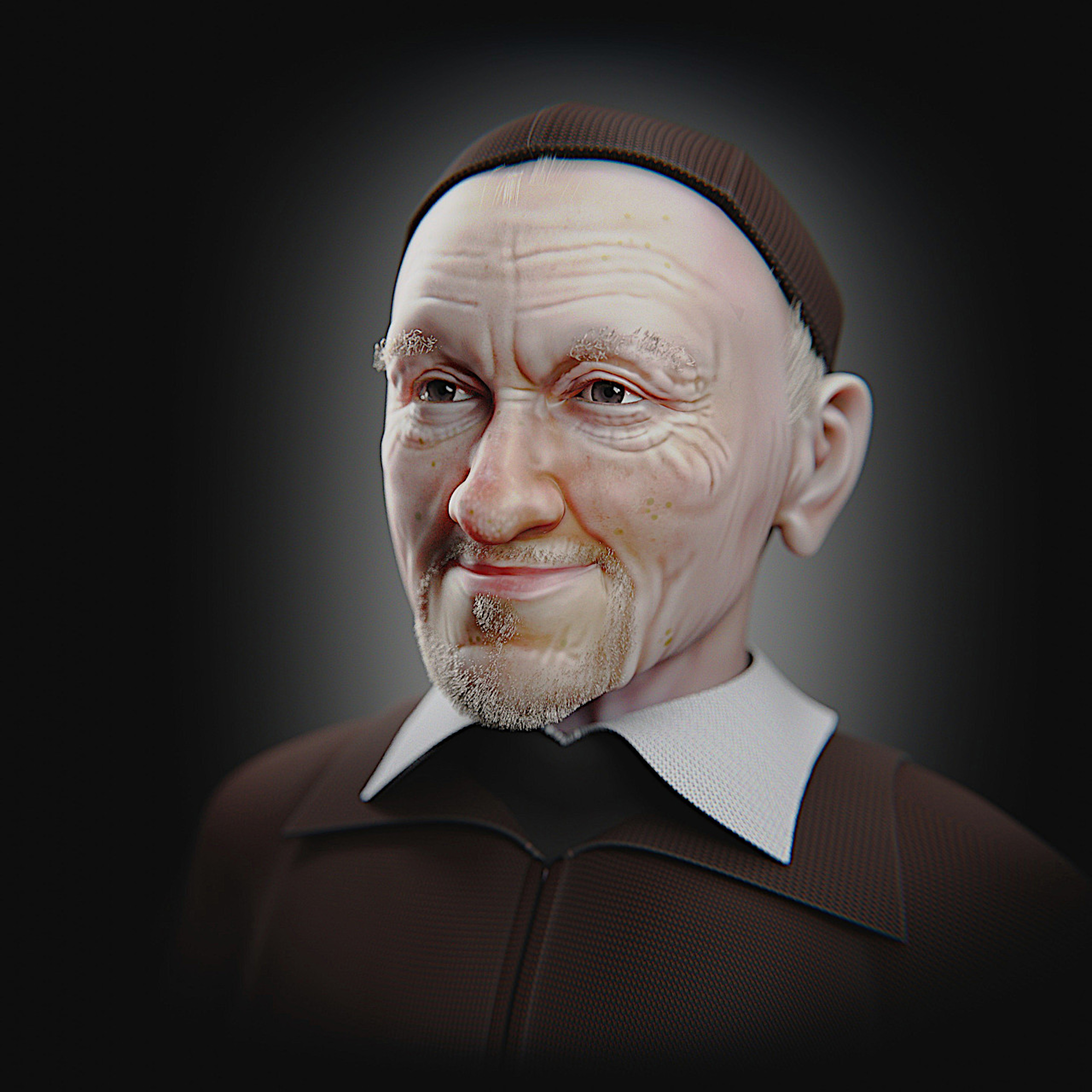
Sv. Vincenc z Pauly
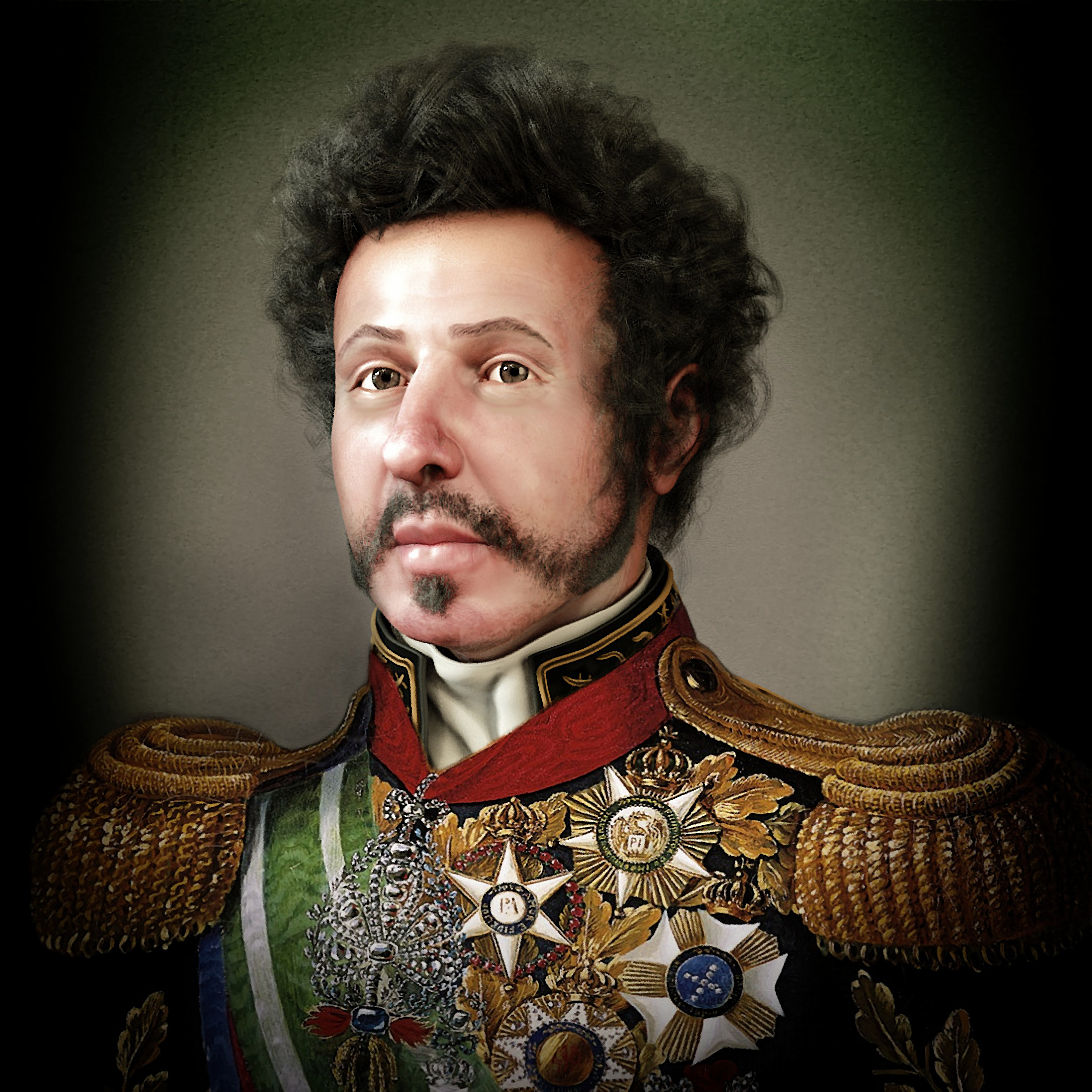
Petr I. Brazilský